# (3735) Třeboň
(3735) Třeboň es un asteroide perteneciente al cinturón de asteroides, descubierto el 4 de diciembre de 1983 por Zdeňka Vávrová desde el Observatorio Kleť, České Budějovice, República Checa.

## Designación y nombre
Designado provisionalmente como 1983 XS. Fue nombrado Třeboň en homenaje a Třeboň ciudad checa donde vive la descubridora.